# Музика у Башкортостані

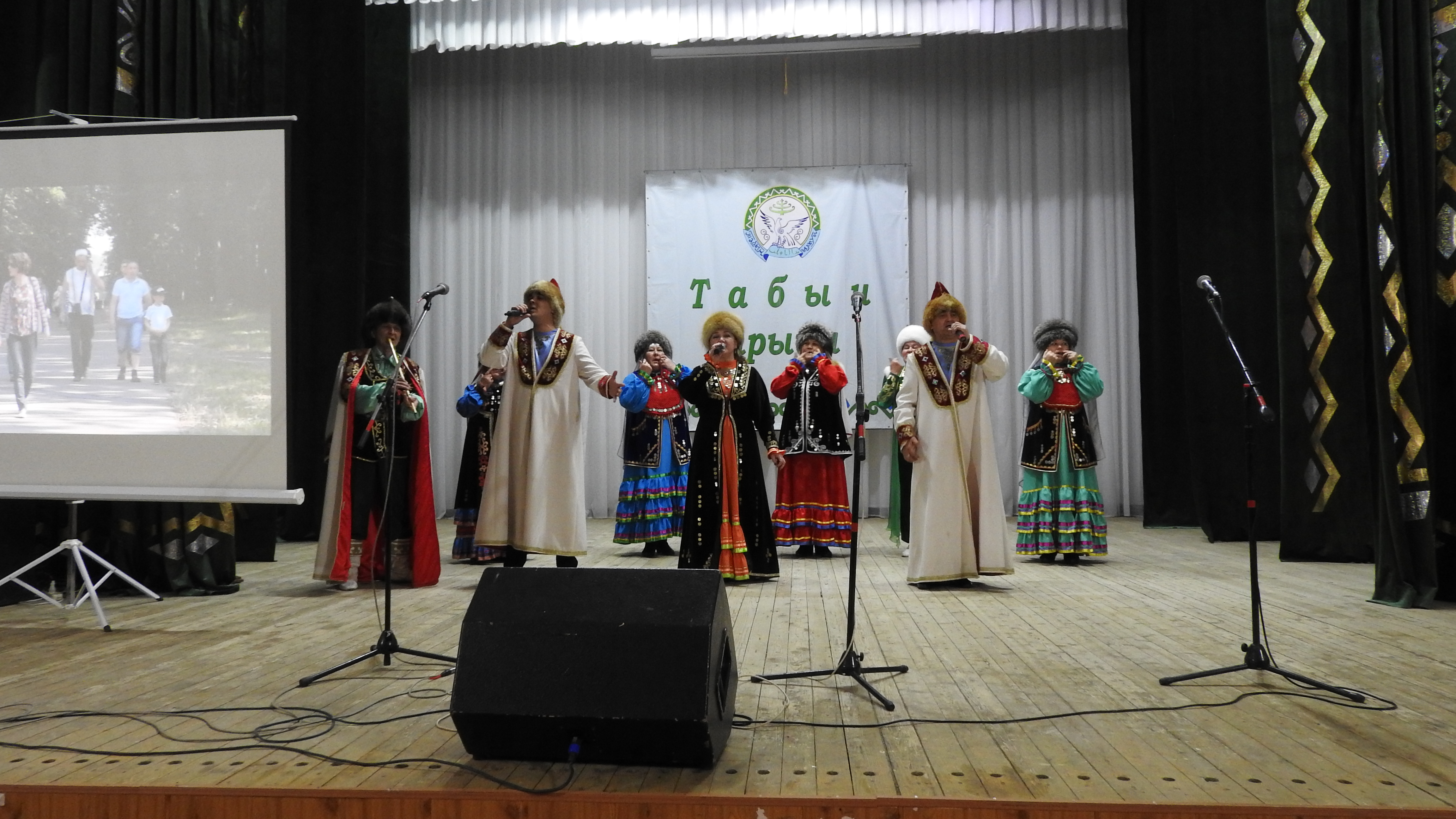

Музика в Башкортостані — це музика народів, які проживають на території республіки Башкортостан (етнічного народу башкірів та населення які проживають на території республіки).

## Історія музики
Музичне мистецтво Башкортостану, що спирається на багату народну музична творчість, сформувалося в першій половині 20 століття. До Жовтневої революції у башкирів розвивалося усна музично-поетична творчість. Башкирські воїни — учасники битв з наполеонівською армією, повернувшись на батьківщину, привнесли в національний побут відомості про російську і європейську музику, про хоровий спів, військові оркестри.
У 1-й половині XIX ст. в орбіту інтересів передових російських музикантів входить башкирська народна музика. Початок цьому було покладено російським композитором А. А. Аляб'євим, що відбував заслання в Оренбурзі в 1833-34.
Найважливішою подією у культурі на першій стадії розвитку музичного мистецтва, є створення музичної освіти.
Відкриття в 1920 році музичної школи (з 1971 року — Перша дитяча музична школа імені Н. Сабитова), а в 1921 — музичного училища (нині Уфимське училище мистецтв), пізніше трансформованого в Технікум мистецтв (1926) і в Музичне училище з театральним і мистецьким відділеннями (1932), заклало основи професійного музичного навчання. Саме тут отримували початкову і середню музичну освіту башкирські композитори-аматори: М. Баширов, К. Рахімов, Р. Габитов і інші.
Перше велике дослідження музики Башкортостану з'явилося в 1897 році, коли етнограф Рибаков С. Г. написав «Музику і пісні уральських мусульман» та «Дослідження їх життєвого шляху». Пізніше Лебединський Л. Н. зібрав чимало народних пісень у Башкортостані, починаючи з 1930 року. У 1968 р. заснування Уфського державного інституту мистецтв було спонсором досліджень у цій галузі.
Курай — найважливіший інструмент у башкирському ансамблі; його виготовляють із спеціального очерету, знайденого лише в Уральських горах.
Національний симфонічний оркестр Республіки Башкортостан був заснований у 1992 році під керівництвом Тахіра Камалова. Він був створений, як один з головних симфонічних оркестрів Росії наприкінці 20 століття.
У 1940-х роках були поставлені перші національні опери — «Хакмар» Валєєва (1940), «Мерген» (1940) і «Ашказар» (1944), Ейгенвальда, «Карлугас», «Чемберджі» (1941), «Акбузат» композиторів Антоніо Спадавекія та Халика Заїмова (1942), «Азат» Муртазіна (1949).
Г. Гаскаров, перший художній керівник башкирської народної театральної хореографії, створив професійний ансамбль народного танцю в 1939 році. Цей колектив подорожував по всій частині світу.
Курай, символ башкірської музичного мистецтва, використовується і в сучасній популярній музиці.

## Інструментальна народна музика башкирів
Пісні та інструментальні наспіви башкир близькі за змістом і за музично-стильовими ознаками, однак є специфічні відмінності природи інструментального награвання від вокальної мелодії.
Інструментальна народна музика, представлена наспівами на кураї, рідше на кубизе, а в післяреволюційний період на гармоні і скрипці. Зміст програм в більшості своїй збігається зі змістом пісень. Виконання пісень і награвань часто передує легендою (йир таріх) про історію виникнення даної пісні або мотиву. У легендах, що передують виконанню інструментальної музики, розкривається зміст виконуваного твору.
Про близькість вокальних та інструментальних форм башкирської народної музики, говорить наявність такого оригінального виду музикування, як «узляу» (езлеу), що представляє собою особливий спосіб виконання одним співаком двоголосся, що є своєрідною імітацією звучання народного інструменту курая.

## Відомі виконавці та гурти
Башкирська естрада має багато відомих виконавців та гуртів, що були популярними на території пострадянського простору.
Відомими виконавцями є:
- Аргінбаева Світлана Робертівна (1966) лауреатка III премії Міжнародного конкурсу вокалістів імені Віотті (Іспанія) (1994), Заслужена артистка Республіки Башкортостан (1995), Народна артистка Республіки Башкортостан (2003).
- Баєва Віра Михайлівна (р.1936) — оперна співачка, народна артистка СРСР (1986).
- Ніканорова Тетяна Леонідівна (р.1966) — співачка, солістка Театру опери і балету в Уфі, народна артистка РБ (2008).
- Шевчук Юрій Юліанович (р.1957) — радянський і російський музикант, поет, композитор. Народний артист Республіки Башкортостан (2005).
- Губін Андрій Вікторович (р.1974) — російський естрадний поп-виконавець.
- Муртазіна Миляуша Галеевна — співачка (сопрано), професор УГІІ, «Почесна громадянка міста Уфи».
- Булатов Рустем Баянович (р.1980) — відомий рок-музикант, вокаліст гурту «Lumen» та інші.

Башкирська естрада також відома численними гуртами:
- «Шау-Шоу»,
- «Хома»,
- «Башстайл»,
- «EuroАзія»,
- «Йатаган» і ін. Біля витоків зародження рок-руху в республіці стояли башкирські групи «Дервіш-хан» і «Рух». Гастролюють по країні рок групи «Бурелар», ДДТ, Lumen.

## Музична освіта у Башкортостані
- Уфимська державна академія мистецтв імені Загіра Ісмагілова
- Башкірський державний педагогічний університет імені М. Акмулли, Інститут педагогіки (спеціальність музика)
- Сібайський коледж мистецтв
- Музичний коледж міста Октябрського
- Башкірський республіканський коледж культури і мистецтва
- Музичний коледж Салавата
- Республіканська гімназія імені Г. Алмухаметова